# Wendy Lucero
Wendy Lucero (Estados Unidos, 26 de junio de 1963) es una clavadista o saltadora de trampolín estadounidense especializada en trampolín de 1 metro, donde consiguió ser subcampeona mundial en 1991.

## Carrera deportiva
En el Campeonato Mundial de Natación de 1991 celebrado en Perth (Australia), ganó la medalla de plata en el trampolín de 1 metro, con una puntuación de 467 puntos, tras la china Gao Min (oro con 478 puntos) y por delante de la checoslovaca Heidemarie Bártová  (bronce con 449 puntos).